# Glutammina
La glutammina è un amminoacido utilizzato dagli esseri viventi per la sintesi delle proteine. Viene comunemente indicato con le sigle Q o GLN ed è codificato sull'RNA messaggero dai codoni CAG e CAA.

## Storia
La glutammina fu descritta per la prima volta nel 1877 da Ernst Schulze e dai suoi collaboratori. Studiando barbabietole e zucche, si accorsero che al loro interno era contenuto l'acido glutammico sotto forma di ammide, e ribattezzarono la molecola glutammina (come avvenne per l'asparagina, ammina dell'acido aspartico).
La loro scoperta fu possibile poiché già nel 1866 venne scoperto l'acido glutammico, mentre la sua struttura era già stata determinata nel 1872 dal chimico tedesco Wilhelm Dittmar.

## Struttura
È composta da un gruppo amminico, uno carbossilico e una catena laterale ammidica, il che rende la molecola polare. In condizioni fisiologiche l'amminoacido si presenta in forma di anione, la forma zwitterionica viene raggiunta a pH acidi il punto isoelettrico a pH pari a 5,65.
La glutammina, come la maggior parte degli amminoacidi, è soggetto a stereoisomeria. Il carbonio 2, chiamato anche carbonio α, è uno stereocentro che porta legati 4 sostituenti differenti ({\displaystyle {\ce {-H}}}, {\displaystyle {\ce {-NH2}}}, {\displaystyle {\ce {-COOH}}} e {\displaystyle {\ce {-CH2-CH2(C=O)-NH2}}}). A seconda di come sono orientati tridimensionalmente questi sostituenti, possono identificarsi due enantiomeri: l'acido 2(S)-2,5-diammino-5-ossopentanoico e l'acido 2(R)-2,5-diammino-5-ossopentanoico. Queste due molecole hanno attività ottica e di conseguenza si possono distinguere la L-glutammina e la D-glutammina.
Con il nome "glutammina", sprovvisto del descrittore di attività ottica (L o D), si intende la L-glutammina.
| Enantiomeri della glutammina |                                          |                                           |
| Nome comune                  | L-glutammina                             | D-glutammina                              |
| Nome IUPAC                   | Acido (2S)-2,5-diammino-5-ossopentanoico | Acido (2R)-2,5-diammino-5-ossopentanoico. |
| Formula strutturale          |                                          |                                           |
| Numero CAS                   | 56-85-9                                  | 5959-95-5                                 |
| Numero CAS                   | 6899-04-3                                |                                           |
| Numero EINECS                | 200-292-1                                | 673-968-0                                 |
| Numero EINECS                | 230-006-0 (non specificato)              |                                           |
| PubChem                      | 5961                                     | 145815                                    |
| PubChem                      | 738 (racemo)                             |                                           |
| DrugBank                     | DB00130                                  | DB02174                                   |
| DrugBank                     | -                                        |                                           |

## L-glutammina
La glutammina è coinvolta nei processi digestivi e una sua carenza può portare a facile esaurimento fisico e mentale. Oltre a essere essenziale per il metabolismo del sistema nervoso, è anche un intermedio basale delle funzioni epatiche e renali.
Nei neuroni viene convertita in acido glutammico dall'enzima glutaminasi. Risulta esercitare un'azione protettiva sui neuroni.
La glutammina è un amminoacido rivelatosi piuttosto utile in condizioni patologiche o infortunistiche, principalmente come forte attenuatore del catabolismo muscolare. Uno studio dimostrò che l'iniezione di glutammina a seguito di trattamenti con glucocorticoidi (cioè steroidi catabolici come il cortisolo) può aumentare la sintesi proteica nel sistema gastrointestinale dei cani. Tuttavia, l'eliminazione non-ossidativa di leucina, un marker della sintesi proteica, è rimasto invariato nel gruppo trattato con glutammina (Humbert et al., 2002). Esisterebbero molte interpretazioni di questi risultati, ma si può dire che la supplementazione di glutammina può migliorare la sintesi proteica in alcuni tessuti dopo il trattamento con glucocorticoidi. Infatti, il trattamento con glucocorticoidi è un campo in cui l'integrazione di glutammina può davvero rendersi utile.
Un altro studio sui ratti, sempre con somministrazione di corticosteroidi, sostiene questa tesi. Anche se l'infusione di glutammina non ha avuto alcun effetto sulla sintesi delle proteine muscolari nei topi non trattati con il cortisolo, c'è stato un effetto benefico nei ratti trattati con glucocorticoidi. Infatti, l'infusione glutammina ha effettivamente attenuato oltre il 70% del deperimento muscolare causato dalle iniezioni cortisolo (Hickson et al., 1995).
Anche in altre condizioni cataboliche (come la sepsi), l'assunzione di glutammina può essere utile. Una review scientifica concluse chiaramente che "il maggiore apporto di glutammina ha portato a una minore morbilità settica in alcune popolazioni di pazienti in condizioni critiche" (Boelens et al., 2001). Ciò significa che le persone con determinate condizioni cataboliche mediche possono vivere più a lungo durante l'assunzione di glutammina. Prendendo ciò in considerazione, è risaputo anche che l'AIDS può essere associato a perdita di massa muscolare. Recenti evidenze hanno teso a dimostrare che l'integrazione di glutammina può attenuare l'atrofia muscolare indotta dall'AIDS.
Nel complesso, questi studi dimostrano che la glutammina potrebbe essere molto utile per il mantenimento della massa muscolare durante il trattamento con corticosteroidi e in alcune condizioni gravi.

### Fonti alimentari
Le fonti alimentari di glutammina includono soprattutto alimenti ricchi di proteine come carne di manzo, pollo, pesce, latticini, uova, verdure come fagioli, barbabietole, cavoli, spinaci, carote, prezzemolo, succhi di verdura e anche nel grano, papaya, cavoletti di Bruxelles, sedano, cavolo e cibi fermentati come il miso.

### Controversie
Un'importante review recente (Holecek, 2012) rivela i potenziali effetti collaterali della glutammina. Nel documento viene riportato che l'utilizzo dell'aminoacido può influenzare negativamente un certo numero di vie biochimiche e funzioni cellulari. Sono stati discussi diversi effetti collaterali:
- Alterazione del trasporto di aminoacidi: poiché la glutammina condivide i trasportatori con altri aminoacidi, una maggiore assunzione di glutammina può alterare la distribuzione degli aminoacidi ai tessuti e il loro assorbimento nell'intestino e nei reni.
- Alterazione del metabolismo della glutammina: la supplementazione di glutammina può compromettere la sintesi endogena di glutammina e aumentare la produzione di glutammato e di ammoniaca.
- Alterazioni nel trasporto di ammoniaca: la supplementazione di glutammina può compromettere la disintossicazione da ammoniaca e influenzare negativamente il ruolo della glutammina come il trasportatore di ammoniaca tra i tessuti.
- Anomalie nell'aminoacidemia: con la supplementazione di glutammina sono stati segnalati un aumento dei livelli plasmatici di glutammina, glutammato, citrullina, ornitina, arginina e istidina e una diminuzione dei livelli di valina, leucina, isoleucina, glicina, treonina, serina, e prolina.
- Alterazioni del sistema immunitario: poiché la glutammina ha proprietà immunomodulanti, l'effetto del consumo cronico dell'aminoacido sul sistema immunitario necessita di essere valutato.
- Effetto sulla crescita tumorale: Va chiarito se l'assunzione cronica di glutammina aumenta il rischio di cancro.
- Effetto della sospensione della supplementazione di glutammina: a causa della risposta adattativa dell'organismo a un maggiore consumo di glutammina, sospendere la supplementazione dell'aminoacido può aumentare il rischio di problemi di salute derivanti da una sua carenza.

Holecek conclude che una maggiore assunzione di glutammina ha effetti collaterali significativi, e devono essere eseguiti studi a lungo termine per giustificare il consumo cronico di una dieta arricchita di glutammina.

## Glutammina nello sport
La glutammina è un amminoacido non-essenziale utilizzato in quantità dal muscolo scheletrico. Si tratta del più abbondante aminoacido libero nel corpo, rappresentando fino a 2/3 del pool di amminoacidi liberi muscolari. Questo fatto, unito con l'idea che il muscolo sia il più grande produttore di questo aminoacido, potrebbe suggerire che la sua supplementazione possa rivelarsi utile nello sport. Effettivamente, il corpo è in grado di sintetizzare tra 20 e 80 g di glutammina al giorno. Un problema potenziale è che la glutammina è un aminoacido non-essenziale, il che significa che non sarebbe necessario consumare fonti esterne che la contengono poiché il corpo riesce a produrla autonomamente. Tuttavia l'utilizzo di glutammina da parte di molte differenti cellule nel nostro corpo è così ampio che possono verificarsi casi in cui la richiesta supera la sua normale disponibilità, quindi la glutammina è stata definita un amminoacido "condizionatamente essenziale". Ciò significa che durante i periodi di stress fisico potrebbe effettivamente esserci bisogno di quantità maggiori di glutammina rispetto a quella che può essere prodotta, col fine di poter mantenere le corrette funzioni cellulari. Chiaramente, l'attività fisica rappresenta uno stress fisico per il corpo, e dopo l'esercizio la glutammina plasmatica e muscolare subisce un decremento, potenzialmente richiedendo ore per essere ricostituita. Questo potrebbe essere uno dei motivi per cui gli atleti fanno spesso uso di glutammina.
Un altro fatto interessante legato al rapporto tra muscolo scheletrico e glutamina è la questione del trasporto. Per entrare o uscire dai muscoli un amminoacido deve essere trasportato da carrier (trasportatori) specifici. Utilizzando questi carrier, il muscolo capta gli amminoacidi in base alla domanda stabilita dalla composizione della proteina, ma la captazione degli amminoacidi non è basata sulla composizione proteica. L'alanina e la glutamina possono rappresentare fino al 50% del rilascio di aminoacidi dal muscolo, nonostante rappresentino solo circa il 15% delle proteine muscolari totali. Questa sembrerebbe una contraddizione, spesso diffusa dai produttori di glutammina, ma come accennato in precedenza, durante i periodi di stress fisico (esercizio) la sintesi endogena di glutammina viene ostacolata. Dato che la carenza di un solo aminoacido può ostacolare la crescita muscolare, questo rafforzerebbe la teoria dell'utilità data dalla supplementazione di glutammina da parte degli atleti.

### Glutammina e sintesi proteica
È stato visto che i livelli di glutammina nel sangue e nel muscolo possono diminuire durante o dopo l'esercizio, e che questa diminuzione è correlata con una riduzione della sintesi proteica. Diversi studi esaminarono se questa relazione tra la glutamina e la sintesi proteica fosse incidentale o causale. Il primo studio confrontò le capacità della glutammina e dell'alanina di stimolare la sintesi proteica nei ratti con livelli di glutamina ematica e muscolare ridotti artificialmente. Come previsto, l'infusione di glutamina ha aumentato i livelli di glutammina intramuscolare, mentre ciò non è avvenuto con l'alanina. Sorprendentemente, anche la deplezione dei livelli di glutamina muscolare del 60% non ha avuto effetto sulla sintesi proteica. Ciò che può anche sorprendere è che il ripristino della glutamina nel sangue e nei muscoli a livelli di normalità non ha avuto effetto sulla sintesi proteica rispetto ai ratti non sottoposti ad alcun trattamento di glutammina. Inoltre, anche se il turnover proteico non è cambiato, l'alanina ha stimolato la sintesi proteica. A sostegno di questa tesi, i ricercatori hanno studiato l'effetto della supplementazione di glutammina sui ratti settici. La sepsi è una condizione gravemente catabolica, durante il quale i livelli di glutammina (e la sintesi proteica) crollano. Ancora una volta, questo studio ha dimostrato che, nonostante i crescenti livelli di glutamina muscolari ancora più in alti rispetto al normale, non si è ottenuto alcun effetto sulla sintesi proteica o lo stato catabolico dei ratti. Complessivamente, questi studi mostrano che i livelli di glutammina diminuiti o aumentati nel muscolo non hanno alcun effetto sulla sintesi proteica.
Un altro studio, effettuato sull'uomo, ha esaminato l'effetto dell'aggiunta di glutammina a una miscela di aminoacidi sulla sintesi proteica muscolare. In definitiva, l'infusione della miscela originale di aminoacidi ha aumentato la sintesi proteica di circa il 50%, ma l'aggiunta di glutammina a questo mix non ha avuto alcun effetto aggiuntivo. Questo studio è particolarmente importante perché la maggior parte dei consumatori di glutammina la assumono a seguito di un allenamento, insieme ad altri aminoacidi (o proteine). Un altro studio fornì risultati simili per infusione.
Venne riscontrato da alcune ricerche che l'aggiunta di glutammina a una miscela di carboidrati e amminoacidi essenziali non avesse effetto su una maggiore risintesi del glicogeno e sulla sintesi proteica muscolare, ma potesse sopprimere l'aumento della proteolisi (catabolismo proteico) durante le fasi più avanzate del recupero. Infine, un altro studio ha usato un farmaco per ridurre la sintesi proteica muscolare, assieme ai livelli di glutammina muscolare, nei ratti. Analogamente a studi precedenti, il ripristino dei livelli glutammina muscolare non ha avuto effetto sulla sintesi proteica. Questo studio supporta ulteriormente il concetto che i livelli di glutammina ematica e muscolare non hanno alcuna incidenza sulla sintesi proteica e sul turnover proteico.

### Glutammina e massa muscolare
Il primo interesse per la glutammina come integratore sorse quando si scoprì che la supplementazione di glutammina elevava livelli della sintesi proteica nei muscoli isolati dei ratti. Ciò non dovrebbe sorprendere dal momento che è stato anche visto che i livelli di sintesi proteica muscolare possono essere correlati con i livelli di glutammina libera. Tuttavia, l'aumento delle concentrazioni di glutammina muscolare in questi studi fu di 10 volte, un livello che non può avvenire nell'uomo tramite normale supplementazione. È anche stato dimostrato in vitro utilizzando cellule del muscolo scheletrico dei ratti che la glutammina può diminuire la disgregazione proteica (catabolismo muscolare). Inoltre, lo stato anabolico/catabolico di una cellula muscolare è legato al suo stato di idratazione, questo significa semplicemente che l'aumento del volume cellulare ha un effetto anabolico o anticatabolico sulle cellule colpite (comprese le cellule muscolari). Sulla base di ciò, è stato trovato che la supplementazione di glutamina può mediare l'aumento del volume cellulare e quindi ha un effetto anticatabolico tramite l'aumento del volume cellulare o ostacolando la disidratazione cellulare nei ratti.
Queste teorie tuttavia erano state validate solo in vitro o su animali, ma non sull'uomo. Ebbene, gli studi sull'uomo indicano che la supplementazione di glutammina può migliorare il bilancio azotato nei pazienti critici e può contribuire alla prevenzione della diminuzione della sintesi proteica a seguito di intervento chirurgico (un grande stress fisico) o in seguito a 14 ore di digiuno. La funzione anticatabolica della glutammina non è stata propriamente confermata in condizioni normali. In uno studio (Candow et al., 2001), i ricercatori riscontrarono nel gruppo che assumeva glutammina un tasso di catabolismo proteico leggermente inferiore rispetto al gruppo che assumeva il placebo (0,9 g/kg di massa magra di maltodestrina), tuttavia i risultati furono talmente deboli che in conclusione non si poté sostenere un effetto significativo della glutammina sulla degradazione delle proteine muscolari. In un altro studio (Finn et al., 2003) vennero forniti dosaggi di glutammina molto alti (0,35 g/kg o 24 g per un uomo di 70 kg) ai lottatori di wrestling sotto regime altamente ipocalorico, senza rilevare alcun mantenimento di massa magra rispetto al gruppo di controllo.
Come è stato accennato in precedenza, la glutammina ha dimostrato proprietà anticataboliche in condizioni critiche, e di riflesso sono state giudicate spesso utili anche in ambito sportivo. Tuttavia la ricerca sull'uso della glutammina nello sport non ha confermato tali ipotesi. Evidentemente, l'allenamento fisico non può rappresentare un caso paragonabile e uno stress così intenso da simulare una condizione fortemente catabolica, tenendo presente che i soggetti patologici sono in condizioni critiche a causa del loro catabolismo. Durante un evento di catabolismo o proteolisi muscolare (come nel digiuno prolungato), si verifica un aumento significativo dei livelli ematici di glutammina (assieme ai livelli di alanina e BCAA) a indicare la degradazione del muscolo scheletrico. La glutammina viene poi convertita in glucosio nei reni. In realtà, anche se i livelli di glutammina crollano a seguito dell'esercizio di endurance, essi rimangono invariati o possono aumentare a seguito dell'esercizio breve e intenso, ovvero l'esercizio anaerobico. Rispetto agli atleti di endurance, i powerlifter mostrano bassi livelli di glutammina plasmatica, portando i ricercatori a suggerire che ci sia un'importante differenza nel metabolismo della glutammina tra queste categorie di atleti. Uno studio esaminò l'impatto di un allenamento eccentrico pesante sui livelli di glutammina non rilevando alcun effetto sulle alterazioni della glutammina plasmatica. Questo suggerirebbe che gli atleti di forza e potenza non subiscono alcuna alterazione dei depositi di glutammina. In realtà altri studi mostrarono che anche durante l'aerobica a bassa intensità e alto volume non ci fosse incremento significativo della glutammina plasmatica. Sebbene nell'esercizio di endurance si possa verificare il declino dei livelli di glutammina muscolare, assumere carboidrati durante l'esercizio comunque può limitare questo evento.

### Glutammina nell'esercizio con i pesi
L'uso di glutammina nell'allenamento con i pesi è stato analizzato da tre soli studi. Antonio et al. (2002) esaminarono l'effetto dell'ingestione acuta glutammina sulle prestazioni durante l'esercizio con i pesi. Questo studio ha esaminato il potenziale effetto tampone della glutammina sulla produzione di acido lattico durante l'esercizio coi pesi (fino al cedimento muscolare). Un'ora dopo l'ingestione di glutammina (0.3g/kg), l'ingestione glicina (0.3g/kg), o l'ingestione di un placebo, i soggetti eseguirono 2 serie di leg press (al 200% del peso corporeo) e panca (al 100% del peso corporeo). Ciò equivale a una media di ~23g di aminoacidi ingeriti tutti in una volta, ma non sono stati segnalati disturbi al tratto gastrointestinale. Ogni soggetto ha consumato uno dei tre supplementi prima delle tre sessioni di prova separate da una settimana. Non vi è stato alcun effetto della glutammina sul numero di ripetizioni eseguite rispetto all'ingestione di placebo o di glicina. Questi risultati indicano che una dose elevata di glutammina ingerita prima dell'esercizio non ha effetti acuti sulle prestazioni nel sollevamento pesi su soggetti allenati.
Ma la glutammina non avrebbe alcun effetto neppure sull'aumento della massa muscolare e sulla forza. Lo studio successivo (Candow et al, 2001) testò il consumo di glutammina da parte di soggetti allenati, i quali consumarono 0.9g/kg sulla massa magra (in media 45g al giorno), o un placebo, in 2 dosi separate. Al termine di un periodo di 6 settimane, non ci sono state differenze in termini di forza massima su squat o panca tra i gruppi. Non ci furono differenze neppure sul guadagno di massa magra durante il periodo di studio. Questo studio è particolarmente degno di nota, poiché vennero utilizzate le più alte dosi di glutammina mai studiate per questi scopi.
Lehmkuhl et al. (2003) testarono l'effetto a lungo termine (8 settimane) della supplementazione di glutammina in concomitanza con la creatina sulla composizione corporea e sulla performance. Lo studio coinvolse 29 soggetti del college allenati (17 maschi e 12 femmine) praticanti atletica leggera. Questi vennero divisi in 3 gruppi: creatina, creatina combinata con glutammina, o placebo. Il gruppo "creatina" seguì un periodo di carico di 0.3 g/kg per la prima settimana (21 g per un soggetto di 70 kg) al quale seguì un periodo di mantenimento con 0.03 g/kg per 7 settimane. Il gruppo "creatina+glutammina" ricevette gli stessi dosaggi e modalità di assunzione di creatina, ma in aggiunta assumeva 4 g di glutammina al giorno. Il gruppo placebo non ricevette alcun supplemento. Durante le 8 settimane i soggetti eseguirono un identico programma di allenamento con i pesi periodizzato. Per verificare le differenze tra i gruppi vennero esaminate la composizione corporea, il salto verticale e la prestazione su cicloergometro prima e dopo il periodo di studio. I ricercatori trovarono che la massa corporea, la massa magra e la prestazione su cicloergometro incrementarono entrambe in maniera maggiore nei gruppi che assumevano creatina o creatina+glutammina rispetto al gruppo placebo, tuttavia non vi erano differenze significative tra i gruppi che assumevano supplementi. Questi risultati indicarono che la glutammina non avesse esercitato alcun effetto aggiuntivo rispetto all'assunzione di sola creatina sui risultati ottenuti in termini di prestazione e di composizione corporea.
Un caso in cui la supplementazione di glutamina può essere utile per i bodybuilder è nelle fasi di dieta a basso contenuto di carboidrati. La glutammina può non solo essere convertita in glucosio, ma può anche avere un effetto anaplerotico. In altre parole, può alimentare gli intermedi metabolici, in questo caso ATP (particolarmente importante in carenza di carboidrati). Recenti evidenze suggeriscono inoltre che la glutammina possa attenuare l'indolenzimento muscolare a insorgenza ritardata (DOMS). Alcuni di questi riscontrano un migliore recupero a seguito dell'esercizio con i pesi.

### Glutammina e sintesi del glicogeno
Alcune ricerche hanno determinato che l'assunzione di glutammina sembra potenziare la risintesi del glicogeno a seguito dell'esercizio fisico. L'infusione di glutammina ha dimostrato di aumentare le riserve di glicogeno muscolare dopo l'attività fisica in bicicletta ad alta intensità due volte tanto rispetto a soggetti che assumevano integratori salini o altri amminoacidi. In questo caso l'allenamento era stato organizzato in maniera tale da depletare le scorte di glicogeno, e i carboidrati non venivano consumati. Bisogna anche considerare che l'infusione non può essere paragonata all'assunzione orale, in quanto nella seconda modalità, gran parte della glutammina viene trattenuta dagli enterociti non accedendo al circolo ematico.
Un altro studio (Bowtell et al., 1999) analizzò l'effetto dell'assunzione di glutammina in una soluzione a base di carboidrati o senza carboidrati. I soggetti vennero sottoposti a un allenamento mirato alla deplezione del glicogeno, e in seguito i 3 gruppi assunsero rispettivamente, una soluzione a base di polimeri del glucosio, una soluzione a base di polimeri del glucosio e 8 g di glutammina, o 8 g di glutammina in un placebo. Assieme alle bevande i soggetti ricevettero glucosio in infusione per 2 ore. Nella seconda ora di recupero, la soluzione a base di glutammina+carboidrati aumentò del 25% lo smaltimento del glucosio in maniera non ossidativa. La sola glutammina promosse uno stoccaggio del glicogeno muscolare simile a quello osservato con i soli carboidrati. L'assunzione concomitante di carboidrati e glutammina promosse uno stoccaggio di carboidrati al di fuori del muscolo scheletrico, molto probabilmente nel fegato.
van Hall et al. (2000) approfondirono ulteriormente l'effetto della glutammina sulla sintesi del glicogeno muscolare. Otto soggetti vennero divisi in 4 gruppi, ai quali vennero somministrate 4 differenti bevande da 500 mL. Uno di questi assunse una bevanda a base di glucosio (0,8 g/kg) e glutammina (0,3 g/kg) immediatamente dopo l'esercizio ad alta intensità, e dopo 1 e 2 ore. La glutammina plasmatica aumentò di 2 volte a seguito dell'assunzione della bevanda. La sintesi del glicogeno non risultò significativamente differente tra i vari gruppi testati. I ricercatori conclusero che l'ingestione di glutammina+carboidrati non aumentasse il tasso di risintesi del glicogeno muscolare rispetto ai soli carboidrati. È interessante notare che in questo studio vennero usati dosaggi di glutammina potenzialmente più che raddoppiati rispetto a quelli usati nello studio precedente, ma quantità di glucosio molto inferiori.
I vari risultati ottenuti sulle proprietà stimolatorie della glutammina sulla sintesi del glicogeno sono controversi. Candow et al. (uno dei 3 studi che determinò la mancata efficacia della glutammina nell'esercizio con i pesi) sollevarono alcuni dibattiti su questo tema, suggerendo che le ricerche in cui venne dimostrato un migliore recupero di glicogeno post-esercizio grazie alla glutammina, effettivamente usavano protocolli mirati alla deplezione del glicogeno muscolare fino al 90%. Se questo potrebbe essere di interesse per alcune categorie di atleti di endurance o di potenza che subiscono una grande deplezione di glicogeno, per gli atleti di forza (che si allenano con i pesi) l'amminoacido avrebbe meno utilità per questo scopo, poiché il normale allenamento coi pesi è in grado di depletare il glicogeno muscolare in maniera significativamente moderata, di solo il 36-39%. A ogni modo non sembra essere stato definitivamente concluso che la glutammina favorisca una maggiore sintesi del glicogeno se assunta assieme ai carboidrati, almeno in condizioni normali.

### Glutamina e sovrallenamento
Il sovrallenamento può manifestarsi con diversi sintomi come letargia, malattie, e la mancanza di desiderio di allenarsi. Viene suggerito che la supplementazione di glutammina per gli atleti possa prevenire il sovrallenamento. La glutammina viene usata come fonte energetica da molte cellule del nostro corpo, incluse molte cellule del sistema immunitario. Come precedentemente menzionato, nei momenti di forte stress la produzione endogena di glutammina non riesce a soddisfare le esigenze del corpo, e questo può influire negativamente sull'efficienza del sistema immunitario. I livelli ematici di glutamina possono essere compromessi a seguito del sovrallenamento indotto dall'esercizio. Ricerche su atleti di endurance che hanno assunto la glutamina a seguito di una maratona hanno mostrato una minore incidenza di infezioni rispetto a quelli che non integrano con l'amminoacido. Per quanto riguarda l'utilizzo dell'amminoacido nell'ambito del bodybuilding, uno studio ha dimostrato che l'esercizio coi pesi può indurre un transitorio effetto negativo su alcune cellule del sistema immunitario, sebbene livelli plasmatici glutammina non siano stati esaminati.

### Sistema immunitario
Viene spesso citata la teoria di immunosoppressione indotta dall'esercizio fisico, sulla base del fatto che i livelli di glutammina diminuiscono dopo l'esercizio, così come l'efficienza del sistema immunitario. Tuttavia è necessario stabilire se il rapporto tra lo stoccaggio di glutammina nel corpo e gli effetti dell'attività fisica sul sistema immunitario presentino una relazione causale o casuale. Un documento scientifico recente ha esaminato la connessione tra la glutammina plasmatica e l'immunosoppressione indotta da esercizio fisico. Lo studio trovò delle relazioni contrastanti circa i livelli plasmatici di glutamina dopo l'attività fisica di lunga durata, l'esercizio anaerobico ad alta intensità, così come brevi sessioni singole ad alta intensità. Ciò indica che le concentrazioni plasmatiche di glutamina possono essere alterate in modo diverso a seconda dell'intensità e della durata di esercizio. Anche i dati sulle concentrazioni di glutammina nel sangue dopo l'esercizio eccentrico sono confusi, il che può riguardare direttamente i culturisti e il loro utilizzo di carichi pesanti. Sulla base delle riduzioni relativamente basse di glutammina plasmatica che potrebbero verificarsi a seguito dell'esercizio, la supplementazione con glutammina, probabilmente non inciderebbe sulle cellule immunitarie. Inoltre, diversi studi mostrano che la supplementazione di glutammina non modifica la soppressione del sistema immunitario indotta dall'esercizio fisico. In sintesi, una variazione dei livelli ematici di glutammina non sembra influenzare in alcun modo il sistema immunitario, e ciò esclude un eventuale utilizzo di glutammina per questo motivo. Un'altra recente review di oltre 75 ricerche riguardanti l'effetto della glutammina in materia di immunologia e crescita muscolare, è giunta alla seguente conclusione: "Nel complesso, anche se, ovviamente, la glutammina svolge importanti funzioni metaboliche all'interno del corpo, l'integrazione non sembra offrire benefici consistenti o effetti terapeutici, tranne durante certe situazioni cataboliche. La disponibilità di glutammina, pertanto, non sembra essere una limitazione in molte situazioni di competizione".

### Glutammina e GH
Un altro dei comuni motivi per cui l'uso della glutammina viene promosso in ambito sportivo è la stimolazione dell'ormone della crescita o GH. L'aumento dei livelli di GH è stato effettivamente dimostrato da un unico studio condotto da Welbourne nel 1995. Poiché la glutammina è capace di elevare i livelli plasmatici di arginina e glutammato, cioè due amminoacidi capaci di stimolare la secrezione di GH, il ricercatore volle stabilire se la diretta assunzione di una piccola dose di glutammina fosse in grado di stimolare allo stesso modo il rilascio dell'ormone. Altri obiettivi dello studio erano quelli di verificare l'effetto dell'assunzione dell'amminoacido sui livelli plasmatici di glutammina e di bicarbonato.
Poiché le concentrazioni di GH variano in base agli orari della giornata (ritmo circadiano) e all'assunzione di cibo le condizioni dello studio vennero selezionate in modo da minimizzarne la secrezione in una categoria di soggetti in cui essa era ridotta. I soggetti coinvolti avevano un'età compresa tra i 32 e i 64 anni, poiché la letteratura scientifica aveva appunto riconosciuto una riduzione della secrezione di GH dopo la terza decade di vita. Nove soggetti sani assunsero due grammi di glutammina disciolta in una bibita a base di soda (490 mL contenente 20 g di glucosio, pH 3,8) ingeriti durante un periodo di 20 minuti dopo 45 minuti da una colazione leggera (toast, caffè e succo di frutta) per 2 sabati consecutivi alla stessa ora, per coincidere con bassi valori circadiani di GH. I campioni di sangue vennero ottenuti immediatamente, e a intervalli di 30 minuti in un periodo di 90 minuti, e comparati con i campioni ottenuti una settimana prima dello studio. Venne riscontrata un'elevazione del GH a 90 minuti dall'assunzione più di 4 volte i valori basali. Interessante notare che l'elevazione del GH indotto dalla glutammina si verificò nonostante la rilevante assunzione di carboidrati prima e durante l'ingestione dell'aminoacido. I carboidrati sono potenti stimolatori dell'insulina, che è notoriamente antagonista del GH. Ci si sarebbe potuto aspettare che i carboidrati alimentari, mediante l'insulina, avrebbero soppresso l'elevazione del GH indotta dalla glutammina, cosa non è avvenuta.
Questo effetto favorevole sull'aumento della secrezione dell'ormone della crescita potrebbe interessare particolarmente gli atleti di forza (atleti impegnati nelle specialità con i pesi), i quali ricercano un aumento della massa e/o della forza muscolare, potenzialmente connessi con una maggiore produzione di ormoni anabolici. La letteratura scientifica recente però ha ampiamente messo in discussione il fatto che la stimolazione endogena acuta del GH sia utile ai fini dell'aumento dei guadagni muscolari. Secondo queste evidenze recenti, l'aumento degli ormoni sistemici come GH e testosterone indotto, ad esempio, dall'esercizio, non trova una correlazione con l'aumento dell'ipertrofia, della forza e della sintesi proteica. Altri documenti hanno segnalato che gli amminoacidi stimolatori del GH, se assunti in prossimità dell'esercizio con i pesi, non abbiano mai dimostrato un aumento della massa muscolare rispetto alla non assunzione. Questi fatti, combinati con i risultati non significativi ottenuti dalla supplementazione di glutammina a lungo termine in concomitanza con l'esercizio con i pesi, sarebbero ulteriore conferma della mancata efficacia della glutammina in queste circostanze. Candow et al. (2001) conclusero che non ci fossero differenze significative tra l'assunzione di 0.8 gr/kg di massa magra di glutammina (56 g/die per una persona di 70 kg) e un placebo in un programma di 6 settimane, sulla prestazione, sui cambiamenti della composizione corporea, o sul catabolismo muscolare su giovani adulti. Altri studi a lungo termine (Lehmkuhl et al., 2003) hanno fornito risultati simili con dosaggi inferiori.

### Glutammina e grasso corporeo
Poiché la glutammina ha dimostrato di elevare significativamente i livelli di GH, si potrebbe ipotizzare che essa sia utile per la riduzione del grasso corporeo. Il GH è infatti un ormone dalle proprietà lipolitiche, che consente cioè di mobilizzare i grassi depositati. Nell'uomo, alcuni dei principali ruoli del GH sono la mobilizzazione dei grassi e una riduzione dell'impiego di glicogeno e proteine. Il GH pare abbia un ruolo minimo nella crescita del muscolo scheletrico nell'uomo adulto, ma sembra avere piuttosto una funzione molto più significativa nella perdita di grasso. In realtà il potenziale della glutammina nella perdita di grasso non è stato propriamente stabilito, e alcune ricerche non hanno osservato miglioramenti della composizione corporea col suo utilizzo. Uno studio (Iwashita et al., 2006) ha somministrato 0.25 g/kg di glutammina (17,5 g per una persona di 70 kg) assieme a un pasto standard (6,5 kcal/kg: 14% proteine, 22% grassi, 64 carboidrati). La glutammina ha provocato un aumento del dispendio energetico post-prandiale un aumento dell'ossidazione di grasso di 42 kcal. Usando la calorimetria diretta da 30 minuti prima del pasto fino a 6 ore dopo, i ricercatori trovarono che il dispendio energetico post-prandiale fosse aumentato del 49% rispetto all'assunzione di altri amminaocidi. I ricercatori conclusero che la supplementazione di glutammina assieme ai pasti altera il metabolismo dei nutrienti aumentando l'ossidazione di carboidrati durante il primo periodo post-prandiale e aumentando l'ossidazione di grassi durante le fasi avanzate del periodo post-prandiale. Sebbene questi risultati siano di particolare interesse, non sono stati analizzati i risultati cronici (a lungo termine) per verificare se effettivamente la glutammina promuova una maggiore riduzione del grasso corporeo. A ogni modo, alcuni studi hanno analizzato i risultati cronici dell'utilizzo di glutammina nelle variazioni della composizione corporea in concomitanza con l'esercizio con i pesi, senza osservare differenze rispetto ai gruppi che non la assumevano.

### Glutammina e pH
La glutammina può risultare utile per regolare il pH ematico, cioè il livello di acidità nel sangue o la concentrazione di ioni idrogeno (H+), comportandosi indirettamente da buffer, cioè da sostanza in grado di tamponare l'acidità. La glutammina viene utilizzata dal rene per sintetizzare ammoniaca. Le molecole di ammoniaca accettano spontaneamente protoni venendo escrete come ioni ammonio, e l'escrezione di ammonio elimina così i protoni mitigando l'acidosi. Quando il pH ematico è basso, la glutammina viene ricavata dai muscoli per ristabilire l'omeostasi. Questo è il motivo per cui l'acidosi provoca il rilascio di glutammina muscolare. Una volta raggiunti i reni, la glutammina viene convertita a bicarbonato. Esiste la possibilità che l'assunzione di un integratore di glutammina sia capace di equilibrare il pH risparmiando la glutammina dei muscoli. In un noto studio condotto da Welbourne et al. (1998), l'assunzione orale di 2 grammi di glutammina aumentò la produzione di bicarbonato del 20% dopo 90 minuti. La glutammina ha dimostrato anche di aumentare l'escrezione renale di acido del 10%. Alcuni studi sugli effetti diretti della glutammina sulla capacità tampone nell'esercizio fisico hanno concluso tuttavia che l'amminoacido non favorisce un effetto tampone sull'acidità prodotta dall'esercizio.

### Risparmiatori del catabolismo della glutammina
Uno dei motivi più frequenti per cui si suggerisce la supplementazione di glutammina è per prevenire il declino dei livelli di glutammina plasmatica che può verificarsi a seguito dell'esercizio di endurance molto prolungato. In realtà possono esistere metodi alternativi per prevenire il declino dei livelli di glutammina, che si ricorda, è limitato all'endurance molto prolungata.
Un effetto poco noto degli aminoacidi ramificati (BCAA) è quello di favorire il risparmio della glutammina muscolare prevenendone il catabolismo. In altre parole, l'assunzione di BCAA protegge le scorte endogene di glutammina prevenendone il rilascio muscolare, e ciò può proteggere di conseguenza la funzionalità del sistema immunitario. D'altra parte è stato osservato anche il contrario: l'assunzione di glutammina potrebbe limitare il catabolismo dei BCAA muscolari. Poiché le proteine di alta qualità contengono elevate quantità di BCAA (attorno all'8-10%), si può presumere che una dieta sufficientemente proteica da parte degli atleti riesca ad apportare adeguate quantità di BCAA in modo da prevenire la degradazione della glutammina muscolare. Le proteine del siero di latte (whey protein) contengono fino al 26% di BCAA, e una loro assunzione pre-allenamento potrebbe quindi avere un effetto di risparmio della glutammina muscolare.
Un'altra semplice strategia per prevenire il declino della glutammina muscolare è assumere sufficienti quantità di carboidrati (1 g/kg/hr di zuccheri) durante l'esercizio, influenzando positivamente la risposta immunitaria.
In conclusione, sembra che una dieta con apporti di carboidrati e proteine adeguati al fabbisogno dell'atleta possano già di per sé prevenire il declino dei livelli di glutammina endogena e influenzare positivamente la risposta immunitaria.

### Controversie
Nonostante la larga diffusione nell'ambiente sportivo, l'efficacia dell'utilizzo di glutammina può essere messo in discussione sulla base dei risultati ottenuti nella letteratura scientifica. È importante considerare il metodo utilizzato per ottenere glutammina nel corpo negli studi sull'uomo presentati. Far arrivare la glutammina nel sangue e nei muscoli per via orale è più complicato di quanto si possa credere. È stato già menzionato il fatto che molte cellule del corpo utilizzano glutammina come substrato energetico. Una delle zone specifiche in cui le cellule assimilano glutammina è il tratto intestinale. Di fatto, gran parte della glutammina ingerita non raggiunge il flusso ematico; infatti, circa il 65-75% della glutammina assunta per via orale viene usata preferenzialmente dal piccolo intestino. In base a questo dato si può concludere che sia necessaria un'alta dose di glutammina per fare in modo che una buona quantità riesca a passare il tratto intestinale e accedere al flusso sanguigno. Tuttavia, anche se alti dosaggi di glutammina possono accedere in maggiore quantità al flusso ematico, essa tende a essere assorbita dai reni, con il risultato che ancora poca della glutammina assunta raggiunge di fatto i muscoli. È stato proposto che solo il 47-50% della glutammina che accede al flusso ematico non viene metabolizzata dal fegato e altri organi, e ci si può aspettare che solo il 10% di questa raggiunga lo spazio extracellulare muscolare. Una soluzione potenziale potrebbe essere quella di assumere la glutammina in piccole quantità durante la giornata. Dosaggi da 2 g ad esempio non attivano allo stesso modo l'assorbimento renale, ed è possibile mantenere comunque elevata la glutammina nel sangue. Due studi eseguiti su soggetti che praticavano l'allenamento coi pesi, con dosaggi di glutammina relativamente alti (0,3 g/kg/d sulla massa corporea e 0,9 g/kg/d sulla massa magra), non hanno segnalato alcun tipo di effetto collaterale. Il dato interessante osservato dagli autori di questi studi è che non c'è stato alcun effetto positivo dato dall'assunzione dell'amminoacido. Poiché la supplementazione di glutammina porta a delle alterazioni significative dell'aminoacidemia, può alterare l'assorbimento degli amminoacidi e condivide i carrier (trasportatori) con altri amminoacidi, questo potrebbe avere delle implicazioni anche nell'attività sportiva. Le uniche ricerche dirette che ne testavano l'uso in concomitanza con l'esercizio con i pesi non hanno trovato riscontri positivi, e ciò metterebbe in discussione l'utilità della supplementazione di glutammina nel contesto dell'esercizio coi pesi.

### Conclusioni
- l'effetto di idratatore/volumizzatore cellulare è stato dimostrato solo sui ratti;[22]
- l'aumento della sintesi proteica muscolare è stato dimostrato solo in alcuni casi in vitro sui ratti[18], ma è stato smentito in vivo sui ratti;[12][17]
- le ricerche sull'uomo sano non confermano un miglioramento della sintesi proteica;[14]
- l'aggiunta di glutammina a un mix di amminoacidi[14] o amminoacidi e carboidrati[16] non favorisce una maggiore sintesi proteica;
- l'effetto anticatabolico è stato dimostrato solo in vitro sui ratti[21], o in casi patologici[5], operazioni chirurgiche, o digiuno prolungato sull'uomo[10][23][24], ma smentito sull'uomo sano[26];
- può avere un leggero effetto anticatabolico se assunto con carboidrati e amminoacidi essenziali dopo l'esercizio aerobico;[16]
- uno dei pregi più rilevanti in ambito sportivo può essere una minore incidenza a infezioni assumendola a seguito di un superallenamento fisico aerobico (maratona);[47][48]
- questo effetto potrebbe essere ottenuto anche in seguito all'esercizio coi pesi, dove è stato notato un transitorio abbassamento delle difese immunitarie;[49]
- assunta con una bibita zuccherata ha dimostrato di elevare notevolmente i livelli di GH in soggetti di mezza età;[56]
- è in grado di modulare il pH e l'acidità del sangue favorendo la funzione renale e l'espulsione di acido[69];
- non ha effetti sulle prestazioni nell'esercizio coi pesi[25][36] o sul guadagno di massa muscolare anche ad alti dosaggi;[25]
- ha dimostrato di potenziare del 50% la risintesi del glicogeno post-esercizio rispetto all'assunzione di altri amminoacidi o integratori salini[41];
- alcuni studi suggeriscono che possa favorire una risintesi del glicogeno analoga all'ingestione di carboidrati nel post-allenamento;[42]
- altri studi non rilevano alcuna capacità di favorire una maggiore risintesi del glicogeno;[43]
- la glutammina assunta con un integratore glucidico e amminoacidi essenziali non risulta in una maggiore risintesi del glicogeno muscolare[16];
- la glutammina assunta in combinazione con un integratore glucidico può favorire la risintesi del glicogeno al di fuori del muscolo scheletrico, in particolare nel fegato;[42]
- sono stati segnalati diversi effetti collaterali in relazione ad alcune vie biochimiche e funzioni cellulari dalla sua supplementazione;[7]